# Jerzy Popławski (1919–2004)
Jerzy Popławski (ur. 1 października 1919 w Modelu w powiecie gostynińskim, zm. 21 czerwca 2004 w Buenos Aires) – major pilot Polskich Sił Powietrznych w Wielkiej Brytanii, as myśliwski II wojny światowej.

## Życiorys
Absolwent Szkoły Podchorążych Lotnictwa w Dęblinie, XIII promocja z 1939 roku, lokata 145 (ze 147)
We wrześniu 1939 przez Rumunię i Bejrut dostał się do Francji. Do Wielkiej Brytanii dostał się 26 stycznia 1940 roku i otrzymał numer służbowy 76751. Od 10 września 1940 w 111 dywizjonie RAF. Od 26 września 1940 roku w 229 dywizjonie RAF.
6 listopada 1940 ranny w wypadku podczas lądowania samolotem Hurricane nr P 3898. Od 16 marca 1941 w dywizjonie 308. Od 30 kwietnia 1942 dowódca dywizjonu 308. Od 1 września 1942 instruktor w 58 OTU. Od 17 kwietnia 1943 do 15 lutego 1944 roku dowódca 315 dywizjonu myśliwskiego "Dęblińskiego".
Po wojnie wyemigrował do Argentyny.

## Zwycięstwa powietrzne
Na liście Bajana zajmuje 42. pozycję z wynikiem 5 zestrzeleń pewnych i 2 uszkodzenie.
Zestrzelenia pewne:
- Bf 109 – 4 września 1941
- Bf 109 – 16 września 1941
- Bf 109 – 21 września 1941
- Bf 109 – 27 września 1941
- Bf 109 – 13 października 1941

Uszkodzenia:
- Bf 109 – 8 listopada 1941
- Fw 190 – 20 kwietnia 1943

## Ordery i odznaczenia
- Krzyż Srebrny Orderu Virtuti Militari nr 09340 – 4 marca 1942
- Krzyż Walecznych – trzykrotnie (30 października 1941, 19 lutego 1942, 20 października 1943)
- Medal Lotniczy – trzykrotnie
- brytyjskie Distinguished Flying Cross